# Hörnum
Hörnum (Sölring Frisian: Hörnem, Tiếng Đan Mạch: Hørnum) là một đô thị thuộc huyện Nordfriesland, bang Schleswig-Holstein, Đức.